# Mimosa parapitiensis
Mimosa parapitiensis är en ärtväxtart som beskrevs av Arturo Erhardo Erardo Burkart. Mimosa parapitiensis ingår i släktet mimosor, och familjen ärtväxter. Inga underarter finns listade i Catalogue of Life.